# 1993 VY1
1993 VY1 är en asteroid i huvudbältet som upptäcktes den 11 november 1993 av de båda japanska astronomerna Seiji Ueda och Hiroshi Kaneda i Kushiro.
Asteroiden har en diameter på ungefär 6 kilometer och den tillhör asteroidgruppen Levin.